# Umeå godsbangård
Umeå godsbangård är en godsbangård på Västerslätt i västra Umeå. Den ligger längs järnvägslinjen mellan Vännäs och Umeå. Bangården består av totalt 22 spår.
I samband med att Botniabanan nådde Umeå flyttades bangården från Umeå centralstation till Västerslätt för att skapa mer utrymme för den utökade persontrafiken, men också för att kunna utöka godstrafiken. Innan omlokaliseringen passerade och stannade godstågen precis intill centralstationen. I och med att bangården flyttades kunde man minska antalet spår vid stationen och istället använda ytan till annat. 
Trafikverket investerade cirka 1 miljard kronor i godsbangården och innefattade bland annat 19 km ny järnväg och 10 nya broar. En ganska stor insats i marken krävdes, därför blev schaktvolymen ganska stor, ungefär 1 200 000 m³.
Själva godsbangården täcker runt 6 hektar, tillkommer gör också logistikområdet Nordic Logistic Center bestående av bland annat kombiterminaler, på 40 hektar. På området finns också en servicedel på ungefär 6 hektar för reparation och service av gods- och passagerartåg. Bland annat servas Norrtågs tåg här. Godsbangården har bra kommunikationer med två närliggande Europavägar (E4 och E12), LV 363 som går precis utanför, Umeå Airport cirka 10 minuter bort och Umeå hamn i Holmsund. Hamnen är även den kopplad till Botniabanan genom järnvägslinjen Umeå-Holmsund.